# 魯特維揚卡
50°55′55″N 29°21′7″E / 50.93194°N 29.35194°E
魯特維揚卡（烏克蘭語：Рутвянка），是烏克蘭北部的村莊，隸屬日托米爾州的科羅斯滕區。該村面積0.98平方公里，海拔高度171米，2001年人口83，人口密度每平方公里85.13人。